# Zetland (lifeboat)

Le Zetland est le plus ancien canot de sauvetage dans le monde. Il est actuellement exposé au musée à Redcar.  
Le nom Zetland vient du Seigneur local du Manoir de Marquess of Zetland (en).
Il est enregistré comme bateau du patrimoine maritime du Royaume-Uni par le National Historic Ships UK  en 1996 et au registre de la National Historic Fleet.

## Histoire
Toutes les tentatives de sauvetage n'ont pas toujours abouti. Le jour de Noël de 1836, un membre d'équipage s'est noyé lors d'une vaine tentative de sauvetage de l'équipage du brick danois Caroline. Le marin, William Guy, était un pilote de Tees, et avait quitté un service religieux pour prendre sa place dans l'embarcation de sauvetage. 

En 1858, la Tees Bay Lifeboat Society a décidé de remettre l'administration de ses bateaux à la RNLI (Royal National Lifeboat Institution. Le 17 février 1864, le Zetland a subi des dommages lors d'un sauvetage de l'équipage du brick Brothers. La RNLI a considéré le bateau n'être plus apte au service et a fourni une nouvelle embarcation de sauvetage à redressement automatique nommé Crossley.  

Le Zetland endommagé devait être détruit par un charpentier local mais la population  en colère a empêché sa destruction. Après négociation, le bateau a été donné aux citadins à condition qu'il ne concurrence pas le nouveau canot de sauvetage de la RNLI. 
En 1872, le Zetland a été réparé avec une collecte de fonds. En 1880, il a été lancé avec deux autres embarcations de sauvetage de Redcar (le Crossley et l'Emma) et a sauvé la vie des 7 marins du brick Luna.

## Zetland Lifeboat Museum
Le bateau était la pièce maîtresse de la Conférence internationale de sauvetage à Édimbourg en 1963. Inscrite dans le cadre de la National Historic Fleet, le canot de sauvetage Zetland reste entièrement préservé et il est exposé dans le Zetland Lifeboat Museum  de Redcar.